# Freiheit (Osterode am Harz)
Freiheit war ein Taldorf am Harzrand und ist Stadtteil der ehemaligen Kreisstadt Osterode am Harz im Landkreis Göttingen in Südniedersachsen, Deutschland, mit der es auch baulich zusammengewachsen ist.

## Geographie
Das Dorf liegt am Anfang der „Alten Harzstraße“ und am Lerbach am Fuße des Harzes. Das Dorf liegt östlich von Osterode und geht heute fließend in das Stadtgebiet über.

## Geschichte
Die erste urkundliche Erwähnung stammt erst aus dem 15. Jahrhundert von Albrecht II. als der Ort im Fürstentum Grubenhagen lag. Das Schriftzeugnis lautet „to Osteroda up unser Fryheit“. Der Name geht auf einen Immunitätsbezirk zurück. Die Gegend vom Johannistor bis ins Lerbachtal unterstand nicht der Gerichtsbarkeit der Stadt Osterode, weshalb das Gebiet mit dem Abstraktum Freiheit benannt wurde.
Im 18. Jahrhundert waren Leinenweber, Eseltreiber und Eimermacher die wichtigsten Berufe im Dorf. Im Siebenjährigen Krieg wurden viele Häuser geplündert. Erst im 19. Jahrhundert überschritt die Einwohnerzahl die 1000er-Marke und seit dem 20. Jahrhundert pendelt die Zahl um die 2000.
Am 1. Februar 1971 wurde Freiheit in die Kreisstadt Osterode am Harz eingegliedert.

## Politik

### Ortsrat
Der Ortsrat setzt sich nach der Kommunalwahl am 12. September 2021 wie folgt aus 11 Ratsfrauen und Ratsherren zusammen (Veränderungen zu 2016).
- SPD: 5 Sitze (±0)
- CDU: 4 Sitze (−2)
- Grüne: 1 Sitz (±0)
- AfD: 1 Sitz (+1)

### Wappen
Blasonierung: „Im geteilten Schild oben in Blau eine silberne Burgruine, unten in Rot ein schreitender blaugezungter und -bewehrter goldener Leopard; ein grüner Dreiberg im Schildfuß.“
Es ist kein offizielles Wappen überliefert. Im Umlauf ist ein von der Heimatstube Freiheit e. V. gestaltetes Wappen. Es hat jedoch keinen offiziellen Charakter im Sinne einer Wappensatzung.

## Kultur und Sehenswürdigkeiten

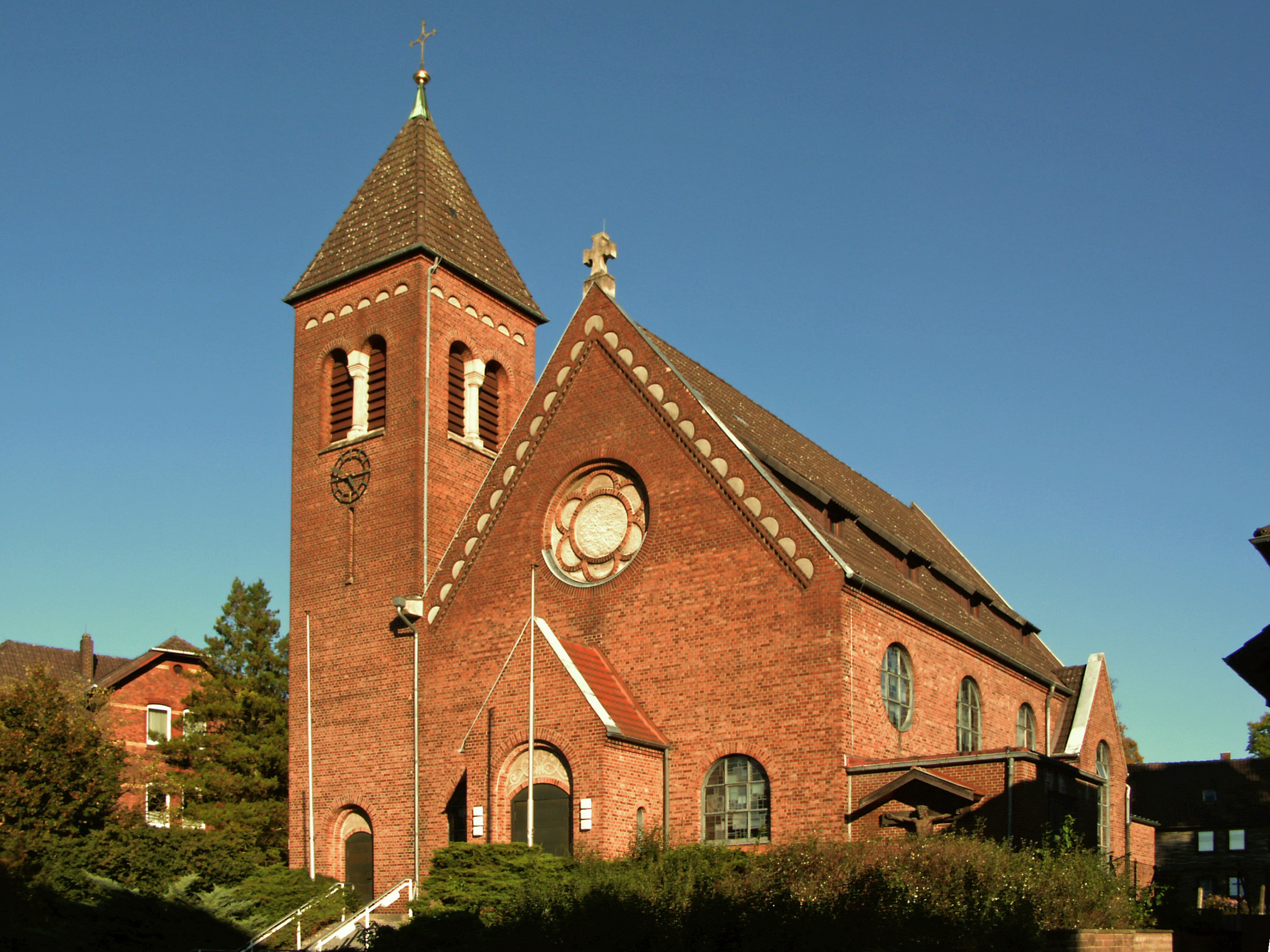
St.-Johannes-Baptist-Kirche

Die Heimatstube befindet sich im ehemaligen Schulgebäude, das 1897 errichtet und 2007 geschlossen wurde. Der zugehörige Verein wurde 1995 gegründet. Die Freiwillige Feuerwehr wurde 1877, der Männerturnverein Freiheit 1908 gegründet.
1902/04 wurde die katholische Kirche St. Johannes Baptist erbaut.

### Sport
Die Schützenbrüderschaft Freiheit e. V., Nachfolgerin der Schützengesellschaft von 1925, errang 2017/2018 die Meisterschaft der 1. Bundesliga Luftgewehr.

## Persönlichkeiten

### In Freiheit geboren
- Richard Schülbe (1909–1989), Politiker und Bergmann

### Mit Freiheit verbunden
- Alexander Saade (* 1976), Politiker, lebt in Freiheit